# 全州金氏
全州金氏（韓語：전주김씨）是朝鲜的金姓本貫之一，祖籍全州。

## 人物
- 金日成、金正日、金正恩祖孙三代
- 金希澈